# Флюоро-бюргерит
Флюоро-бюргерит, спочатку названий у 1966 році бюргеритом, — мінерал, що належить до групи турмалінів.
Вперше мінерал було описано за проявами у ліпаритових порожнинах поблизу Мескітіка, Сан-Луїс-Потосі, Мексика. Він був схвалений як мінерал у 1966 році IMA (Rd 1965—005) та названий на честь Мартіна Дж. Бюргера (1903—1986), професора мінералогії Массачусетського технологічного інституту.
Перевизначений 2011 року, перейменований 2016 року відповідно до номенклатури IMA у групі турмалінів.
Мінерал також було виявлено в Мінас-Жерайс (Бразилія) та у Центральній Богемії (Чехія).